# 陳啓天
陳啓天（1893年10月18日—1984年8月10日），幼名翊林，譜名声翊，黨號旡生，小学及中学在校時名国權、辛亥革命時名春森，大学在校時名啓天，字修平，筆名明志、致遠。湖北省漢陽府黃陂县人。中华民国教育社會學家、政治活動家，中国青年党领袖之一。國家主義思想家，現代新法家主義的開創者。

## 生平

### 参加少年中国学会
陳啓天是一个经营製油業的地主之子。早年学习旧学。1905年（光緒三十四年）开始接受新式教育，入武昌的湖北高等農務学堂附属高等小学。翌年，转入新設的黄陂县道明小学。1910年（宣統二年）春，升入湖北高等農務学堂附属中学。翌年，辛亥革命爆发，陳啓天参加革命派，成为北伐軍第2軍憲兵队成员。
1912年（民国元年）秋，陳啓天入私立武昌中華大学政治经济特科，随劉文卿学习陽明学，1915年夏毕业。1917年，任武昌中華大学中学部教師。1919年，投考南京高等師範學校，因专业不合未入學；同年秋，与惲代英、余家菊共同加入少年中国学会。1923年至1924年，任该会執行部主任。少年中国学会在五四運動後发生左右两派的对立，陳啓天属于标榜国家主義、反对马克思主义的右派，与邓中夏等左派展開激烈论争。

### 加入中国青年党
1920年（民国九年），陳啓天考入南京高等師範學校（後更名國立東南大學、國立中央大學），就讀於教育系。1924年6月國立東南大學教育系毕业赴上海。此后，任中華書局新書部編輯，月刊《中華教育界》的主編。1924年9月，留学法国的中国青年党领导人曾琦、李璜归国，陳啓天协助他们在上海创办中国青年党的机关报《醒獅》。1925年7月，陳啓天正式加入中国青年党。同年10月，在陳啓天的建議下，中国青年党的外围团体中国国家主義青年团成立，陳啓天还发起设立国家教育教会。1926年7月，中国青年党第一次全国代表大会召开，陳啓天当选執行委員兼訓練部主任。陳啓天在《醒獅》上鼓吹国家主義，反三民主義，反共主義，支持北京政府的吴佩孚、孫传芳，对抗中国国民党及中国共产党。
1926年（民国十五年）7月，中国国民党开始北伐，陳啓天开展支持北京政府方面的言論活動，最後北京政府敗北。1928年8月，参加在上海召开的中国青年党第三次全国代表大会，继续当选中央常務委員兼訓練部主任。翌年初，赴四川省，在張瀾主宰的国立成都大学开设社会学、中国近代教育史講座。同年5月回到上海，代替李璜担任中国青年党的党務学校「知行学院」的院長。1930年8月，在中国青年党第五次全国代表大会上，成立中央检審委員会，陳啓天当选委員長。此时中国工农紅軍的活動活跃，陳啓天在上海创刊了从事反共宣传的雑志《铲共半月刊》。
1931年（民国二十年）九一八事变爆发后，陳啓天改变了反对中国国民党的姿勢，在上海创刊雜誌《民声周報》，主张「政党休战」。翌年初，国民政府召开国難会議，陳啓天获得邀请，但中国青年党对蒋介石不信任，结果陳啓天没有出席国难会议。受此影響，同年夏举行的中国青年党第七次全国代表大会上，陳啓天、曾琦、李璜丧失了在中国青年党中央的地位。其後，陳啓天从事中国青年党的宣称工作。1935年，在中国青年的第八次全国代表大会上，陳啓天重新当选中央常務委員兼訓練部主任。

### 抗日战争、国共内战时期的活動
抗日战争爆发後的1938年（民国二十七年）4月，国民政府承认中国青年党的合法地位。6月，陳啓天出任国民政府教育部战時教育問題研究委員会委員。7月，当选第一届国民参政会参政員，以後一直连任至第4届。战時，陳啓天主要留在四川省，1944年任武昌中華大学文学系教授并开设韓非子研究的講座。
战後的1945年（民国三十四年）11月，在重慶召开中国青年党第十次全国代表大会，陳啓天当选中央常務委員兼秘書長。翌年1月，政治協商会議召开，陳啓天作为中国青年党代表出席，提出政治制度改革、停止内战、軍队国家化等提案。其後，中国青年党采取支持蒋介石的路线，脱离抗战時隶属的中国民主同盟。1946年11月，陳啓天作为中国青年党代表之一，出席制憲国民大会。

1947年（民国三十六年）4月，随着国民政府改組，中国青年党正式参加国民政府。5月19日，國民政府令：選任常乃悳为国民政府委員，鄭振文、陳啟天為行政院政務委員，陳啓天兼经济部部長:8356。8月，中国青年党第十一次全国代表大会召开，陳啓天继续当选中央常務委員。

1948年5月，经济部改组为工商部，陳啓天继续任部長。同年12月，不再担任工商部長，赴上海居住。

第二次国共内战中，中華民國政府敗北，陳啓天因此隨著政府輾轉定居在台湾。

### 台湾活動
1950年，陳啓天任中国青年党秘書長兼代理主席，担任总统府国策顧問、台湾国立故宮博物院理事等职务。同年10月，不再担任中国青年党的職務，从政界引退，担任月刊《新中国評論》主編。1969年，随着左舜生重建中国青年党，陳啓天、左舜生、余家菊、李璜、胡国偉5人就任党主席。1979年，在中国青年的第13次代表大会上，陳啓天、李璜二人当选党主席，形成双頭体制。
1984年8月10日，陳啓天在台北市病逝。享年92岁（满90歳）。

## 著作
- 《新社會哲學論》
- 《民主憲政論》
- 《中國政治哲學概論》
- 《國家主義運動史》
- 《中國法家概論》，1936年，中华书局
- 《莊子淺說》
- 《韓非子校釋》
- 《孫子兵法考證》
- 《張居正評傳》
- 《商鞅評傳》
- 《近代中國教育史》
- 《社會學與教育》
- 《寄園回憶錄》